# Liste des résolutions du Conseil de sécurité des Nations unies sur la Palestine
Cet article dresse une liste des résolutions du Conseil de sécurité des Nations unies concernant la Palestine.

## Palestine
Palestine (en latin : Palaestina, dérivé du grec ancien Παλεστίνα / Palestína ; en arabe : فلسطين / Falistīn et en hébreu : פלשתינה / Palestina) est un nom attesté depuis Hérodote pour désigner la région du Proche-Orient située entre la mer Méditerranée et le désert à l'est du Jourdain et au nord du Sinaï.
Les noms de Palestine mandataire, ou Palestine sous mandat britannique, désignent le statut politique établi par la Société des Nations en Palestine et en Transjordanie à partir de 1920.
- Résolution 42 : la question de la Palestine (adoptée le 5 mars 1948 adoptée lors de la 263e séance).
- Résolution 43 : la question de la Palestine (adoptée le 1er avril 1948 adoptée lors de la 277e séance)).
- Résolution 44 : la question de la Palestine (adoptée le 1er avril 1948 adoptée lors de la 277e séance).
- Résolution 46 : la question de la Palestine (adoptée le 17 avril 1948 adoptée lors de la 283e séance).
- Résolution 48 : la question de la Palestine (adoptée le 23 avril 1948 adoptée lors de la 287e séance).
- Résolution 49 : la question de la Palestine (adoptée le 22 mai 1948 adoptée lors de la 302e séance).
- Résolution 50 : la question de la Palestine (adoptée le 29 mai 1948 adoptée lors de la 310e séance).
- Résolution 53 : la question de la Palestine (adoptée le 7 juillet 1948 adoptée lors de la 331e séance).
- Résolution 54 : la question de la Palestine (adoptée le 15 juillet 1948 adoptée lors de la 338e séance).
- Résolution 89 : la question de la Palestine (adoptée le 17 novembre 1950).
- Résolution 92 : la question de la Palestine (adoptée le 8 mai 1951).
- Résolution 93 : la question de la Palestine (adoptée le 18 mai 1951).
- Résolution 95 : la question de la Palestine (adoptée le 1er septembre 1951).
- Résolution 100 : la question de la Palestine (adoptée le 27 octobre 1953).
- Résolution 101 : la question de la Palestine (adoptée le 24 novembre 1953).
- Résolution 106 : la question de la Palestine (adoptée le 29 mars 1955).
- Résolution 107 : la question de la Palestine (adoptée le 30 mars 1955).
- Résolution 108 : la question de la Palestine (adoptée le 8 septembre 1955).
- Résolution 111 : la question de la Palestine (adoptée le 19 janvier 1956).
- Résolution 113 : la question de la Palestine (adoptée le 4 avril 1956).
- Résolution 114 : la question de la Palestine (adoptée le 4 juin 1956).
- Résolution 127 : la question de la Palestine (adoptée le 22 janvier 1958).
- Résolution 162 : la question de la Palestine (adoptée le 11 avril 1961).
- Résolution 171 : la question de la Palestine (adoptée le 9 avril 1962 lors de la 1006e séance).
- Résolution 228 : la question palestinienne (adoptée le 25 novembre 1966).
- Résolution 465 : territoires occupés par Israël (adoptée le 1er mars 1980).
- Résolution 476 : territoires occupés par Israël (adoptée le 30 juin 1980).
- Résolution 478 : sur le conflit israélo-palestinien, les territoires occupés et le statut de Jérusalem (adoptée le 20 août 1980).
- Résolution 484 : territoires occupés par Israël (adoptée le 19 décembre 1980).
- Résolution 1322 : résolution qui fait suite au début de la Seconde Intifada, qui elle-même succède à une visite d'Ariel Sharon sur l'Esplanade des Mosquées.
- Résolution 1397 : la situation au Moyen-Orient, y compris la question de Palestine.
- Résolution 1402 : la situation au Moyen-Orient, y compris la question de Palestine.
- Résolution 1403 : la situation au Moyen-Orient, y compris la question de Palestine.
- Résolution 1405 : la situation au Moyen-Orient, y compris la question de Palestine.
- Résolution 1435 : la situation au Moyen-Orient, y compris la question de Palestine.
- Résolution 1515 : la situation au Moyen-Orient, y compris la question palestinienne.
- Résolution 1544 : la situation au Moyen-Orient, y compris la question palestinienne.
- Résolution 1850 : la situation au Moyen-Orient, y compris la question palestinienne.
- Résolution 1860 : la situation au Moyen-Orient, y compris la question palestinienne.
- Résolution 2334 : la situation au Moyen-Orient, y compris la question palestinienne (adoptée le 23 décembre 2016).
- Résolution 2342 : la situation au Moyen-Orient (adoptée le 23 février 2017)
- Résolution 2702 : La situation au Moyen-Orient, y compris la question palestinienne (adoptée le 15 novembre 2023)
- Résolution 2720 : La situation au Moyen-Orient, y compris la question palestinienne (adoptée le 22 décembre 2023)
- Résolution 2728 : La situation au Moyen-Orient, y compris la question palestinienne (adoptée le 25 mars 2024)
- Résolution 2735 : La situation au Moyen-Orient, y compris la question palestinienne (adoptée le 10 juin 2024)